# Kenneth Holland
Pour les articles homonymes, voir Holland.
Kenneth Holland, dit Ken Holland, né le 10 avril 1955 à Vernon au Canada est un gardien de but de hockey sur glace. Repêché en 1975 par les Maple Leafs de Toronto en 188e position, il joue deux saisons dans la Ligue nationale de hockey avec les Whalers de Hartford puis les Red Wings de Détroit.
Il devient plus tard membre de la direction des Red Wings, où il occupe différents postes : directeur général, vice-président et gouverneur alternatif.
En 2017, Holland fête ses vingt ans de directeur général à Détroit, mais aussi ses 34 ans au sein de l'organisation des Wings.
Il est souvent nommé comme meilleur directeur de la LNH[réf. souhaitée].
De 2019 à 2024, il est le directeur général des Oilers d'Edmonton.